# Naomie Harrisová
Naomie Harrisová (* 6. září 1976 Londýn) je anglická herečka, známá svou rolí ve filmu 28 dní poté a ve snímcích Piráti z Karibiku: Truhla mrtvého muže a Piráti z Karibiku: Na konci světa, kde ztvárnila Tiu Dalmu – pohanskou bohyni Kalypso uvězněnou v lidském těle. V roce 2012 se stala Eve Moneypenny ve 23. bondovce Skyfall a roli si zopakovala v bondovce Spectre.

## Životopis
Narodila se 6. září 1976 v Islingtonu v Londýně, kde jí vychovávala její matka, která do Londýna přišla jako dítě s rodiči z Jamajky a její otec přišel z Trinidadu. Její rodiče se rozešli, než se narodila a byla vychovávaná pouze matkou, se svým otcem nemá žádný vztah. Její matka se později znovu vdala a měla dvě děti. Matka pracovala jako scenáristka pořadu EastEnders a nyní je léčitelka. Harrisová navštěvovala St. Marylebone School a poté Woodhouse College. Na Pembroke College v Cambridge získal v roce 1998 titul v sociální a politické vědy. Trénink v herectví získala v divadelní škole Briston Old Vic.

## Kariéra
Už v devíti letech se začala objevovat na filmových plátnech a televizních obrazovkách. Zahrála si v remaku sci-fi seriálu The Tomorrow People. V roce 2000 si zahrála roli Susan na divadelních prknech Soutwark Playhouse ve hře The Witch of Edmonton. V listopadu 2002 si zahrála ve filmu Dannyho Boyleho 28 dní poté. V roce 2006 si zahrála v úspěšném filmu Piráti z Karibiku: Truhla mrtvého muže a objevila se i v jeho pokračováních Piráti z Karibiku: Na konci světa (2007). Na televizních obrazovkách se v Británii objevovala v Poppy Shakespeare a Small Island.
Od 22. února do 2. května roku 2011 hrála Elizbaeth Lavenzu v divadelní produkci Frankestein v Britském národním divadle. V roce 2011 si zahrála hlavní roli ve filmu The First Grader. Roli Eve si zahrála ve 23. bondovce Skyfall a poté i ve 24. bondovce Spectre. Winnie Mandelu si zahrála v životopisném filmu Mandela: Dlouhá cesta ke svobodě. V roce 2016 si zahrála ve snímcích Collateral Beauty: Druhá šance a Moonlight.

## Osobní život
Od roku 2012 chodí s Peterem Leglerem.

## Filmografie

### Film
| Rok  | Název                                  | Role                      | Poznámky |
| ---- | -------------------------------------- | ------------------------- | -------- |
| 2001 | Crust                                  | Recepční                  |          |
| 2002 | Living In Hope                         | Ginny                     |          |
| 2002 | Anansi                                 | Carla                     |          |
| 2002 | 28 dní poté                            | Selena                    |          |
| 2004 | Trauma                                 | Elisa                     |          |
| 2004 | Když se setmí                          | Sophie                    |          |
| 2006 | Piráti z Karibiku: Truhla mrtvého muže | Tia Dalma                 |          |
| 2006 | Miami Vice                             | Trudy Joplin              |          |
| 2006 | A Cock and Bull Story                  | Jennie                    |          |
| 2007 | Piráti z Karibiku: Na konci světa      | Tia Dalma/Calypso         |          |
| 2008 | Street Kings                           | Linda Washington          |          |
| 2008 | Explicit Ills                          | Jill                      |          |
| 2008 | Srpen před bouří                       | Sarah                     |          |
| 2009 | Morris: A Life with Bells On           | Sonja                     |          |
| 2009 | Ninja Assassin                         | Mika Coretti              |          |
| 2009 | Sex & Drugs & Rock & Roll              | Denise                    |          |
| 2009 | 5 posledních lásek                     | Gemma                     |          |
| 2010 | Prvňák                                 | Jane Obinchu              |          |
| 2012 | Skyfall                                | Eve Moneypenny            |          |
| 2013 | Mandela: Dlouhá cesta ke svobodě       | Winnie Mandela            |          |
| 2015 | Bojovník                               | Angela Rivera             |          |
| 2015 | Spectre                                | Eve Moneypenny            |          |
| 2016 | Zrádce mezi námi                       | Gail Perkins              |          |
| 2016 | Moonlight                              | Paula                     |          |
| 2016 | Collateral Beauty: Druhá šance         | Madeleine                 |          |
| 2018 | Rampage Ničitelé                       | Dr. Kate Caldwell         |          |
| 2019 | Mouglí - příběh džungle                | Nisha (hlas)              |          |
| 2019 | Black and Blue                         | Alicia West               |          |
| 2021 | Venom 2: Carnage přichází              | Frances Barrison / Shriek |          |
| 2021 | Není čas zemřít                        | Eve Moneypenny            |          |
| 2021 | Labutí píseň                           | Poppy Turner              |          |
| 2025 | Operace Black Bag                      | Zoe Vaughan               |          |

### Televize
| Rok           | Název                     | Role              | Poznámky              |
| ------------- | ------------------------- | ----------------- | --------------------- |
| 1987–1988     | Simon and the Witch       | Joyce             | 12 dílů               |
| 1989          | Erasmus Microman          | Millie            | 1 díl                 |
| 1992–1993     | Runaway Bay               | Shuku             | 17 dílů               |
| 1992–1995     | The Tomorrow People       | Ami Jackson       | 16 dílů               |
| 2000          | Dream Team                | Lola Olokwe       | 1 díl                 |
| 2002          | Trial & Retribution V     | Tara Gray         | 1 díl                 |
| 2002          | White Teeth               | Clara             | 4 díly                |
| 2002          | The Project               | Maggie Dunn       | TV film               |
| 2002–2003     | Dinotopie                 | Romana            | 2 díly                |
| 2008          | Poppy Shakespeare         | Poppy Shakespeare | TV film               |
| 2009          | Small Island              | Hortense Roberts  | TV film               |
| 2009          | Blood and Oil             | Alice Omuka       | TV film               |
| 2010          | Accused                   | Alison Wade       | díl: „Alison's Story“ |
| 2020          | Třetí den                 | Helen             | 3 díly                |
| bude oznámeno | The Man Who Fell to Earth | Justin Falls      | hlavní role           |

### Divadlo
| Rok  | Název                 | Role              |
| ---- | --------------------- | ----------------- |
| 2000 | The Witch of Edmonton | Susan Carter      |
| 2011 | Frankenstein          | Elizabeth Lavenza |